# إستيبان أوستوجيتش
إستيبان دانيال أوستوجيتش فيجا (مواليد 12 أبريل 1982) هو حكم كرة قدم أوروجواياني. وهو حكم دولي منذ 2016. 

## مسيرته التحكيمية
بدأ أوستويش العمل في الدوري الأوروغواياني الممتاز في عام 2013. في عام 2016، تم إدراجه في قائمة الحكام الدوليين لأول مرة.  أدار أول مباراة قارية له في 11 أغسطس 2016 في كوبا سود أمريكانا في مباراة بين سول دي أميركا من باراغواي وخورخي ويلسترمان من بوليفيا.  في العام التالي، أدار مباراته الأولى في كأس ليبرتادوريس بين نادي جريميو البرازيلي ونادي ديبورتيس إيكيكي التشيلي في 12 أبريل 2017.  أدار أوستويش أول مباراة دولية له في 16 نوفمبر 2018، وهي مباراة ودية بين الأرجنتين والمكسيك.  في العام التالي، تم اختياره كحكم لبطولة كوبا أمريكا 2019 في البرازيل،  حيث أدار مباراة في مرحلة المجموعات بين بوليفيا وفنزويلا. 
عمل بشكل متكرر كحكم مساعد بالفيديو، بما في ذلك مباراة الإياب من نهائيات كأس ليبرتادوريس 2018، ونهائي كوبا ليبرتادوريس 2019 ، والذهاب من بطولة ريكوبا سود أميريكانا 2020.    تم تعيينه كحكم مساعد بالفيديو لكأس العالم للأندية 2019 في قطر،   وتم تكليفه بثلاث مباريات بما في ذلك المباراة النهائية بين ليفربول الإنجليزي وفلامنجو البرازيلي.    لأسباب صحية، حل أوستويش محل مواطنه ليودان غونزاليس كحكم في بطولة كأس العالم للأندية 2020 التي أقيمت في قطر في فبراير 2021.   تم اختياره لإدارة مباراة في الدور الثاني بين نادي تيغريس أونال المكسيكي ونادي أولسان هيونداي الكوري الجنوبي، وكذلك المباراة النهائية بين نادي بايرن ميونيخ الألماني وتيغريس أونال.
أسند اتحاد أمريكا الجنوبية إدارة مباراة البرازيل ضد الأرجنتين في نهائى كوبا أمريكا 2021، للحكم الأوروجوايانى إستيبان أوستوجيتش.

## حياته الشخصية
أوستويش من مواليد سان خوسيه دي مايو، أوروغواي. 